# ژواکیم یومبی-اوپانگو
ژاک ژواکیم یومبی-اوپانگو (به فرانسوی: Jacques Joachim Yhombi-Opango) (زاده ۱۲ ژانویه ۱۹۳۹ – درگذشته ۳۰ مارس ۲۰۲۰) یک سیاست‌مدار اهل جمهوری کنگو بود. وی از سال ۱۹۹۳ تا ۱۹۹۶ نخست‌وزیر جمهوری کنگو بود. او پیشتر، از سال ۱۹۷۷ تا ۱۹۷۹ رئیس‌جمهور این کشور بوده‌است.
ژواکیم یومبی-اوپانگو در ۳۰ مارس ۲۰۲۰ بر اثر ابتلا به بیماری کروناویروس ۲۰۱۹ در فرانسه در سن ۸۱ سالگی درگذشت.